# Estación de Vila Real
La Estación Ferroviaria de Vila Real es una plataforma desactivada de la Línea del Corgo, que servía a la localidad de Vila Real, en Portugal.

## Historia

### Planificación e inauguración
Cuando las bases para el concurso de construcción y explotación de la Línea del Corgo fueron publicadas por el gobierno, el 24 de mayo de 1902, la línea fue dividida en 5 secciones, siendo la primera de Régua a Vila Real, y la segunda a partir de este punto hasta Vila Pouca de Aguiar. La Estación de Vila Real debía ser instalada en la zona del Monte de la Raposeira, junto a la ciudad.
La Estación de Vila Real fue inaugurada el 12 de mayo de 1906, como terminal provisional de la Línea del Corgo. El tramo siguiente, hasta en las Piedras Salgadas, fue inaugurado el 15 de julio de 1907.

### Cierre
El tramo entre Vila Real y Chaves fue cerrado en 1990, mientras que la sección entre Vila Real y Régua fue desactivada para obras el 25 de marzo de 2009, y definitivamente cerrada por la Red Ferroviaria Nacional en julio de 2010.